# О’Брайен, Деклан
Де́клан Ти́моти О’Бра́йен (англ. Declan Timothy O'Brien; 21 декабря 1962 — 16 февраля 2022) — американский кинопродюсер, кинорежиссёр

 и сценарист.
Известен как режиссёр трёх фильмов из серии «Поворот не туда» (2009—2012).
Его работа с Syfy также включала написание сценария для фильма «Король змей», также он написал сценарий для фильма «Гарпии» (2007). О’Брайен снял третий, четвёртый и пятый фильмы серии «Поворот не туда» и написал сценарии двух последних фильмов. В 2010 году он снял фильм ужасов «Акулосьминог» (продюсер — Роджер Корман).